# Георгіос Цолакоглу
Гео́ргіос Цола́коглу (грец. Γεώργιος Τσολάκογλου; 1886 — 22 травня 1948) — грецький генерал турецького походження, голова маріонеткового уряду окупованої Греції.

## Діяльність
23 квітня 1941 року на порушення наказу грецького головнокомандувача підписав із представниками німецького та італійського командувань акт про капітуляцію грецьких військ, після чого став першим прем'єр-міністром окупованої Греції (1941–1942).
1945 року був засуджений грецьким судом до страти. Вирок було замінено на довічне ув'язнення. Помер від лейкемії у травні 1948.